# Parafia Matki Bożej Królowej Polski w Błędowej Tyczyńskiej
Parafia Matki Bożej Królowej Polski w Błędowej Tyczyńskiej – parafia rzymskokatolicka, znajdująca się w diecezji rzeszowskiej w dekanacie Tyczyn.
Erygowana w 1958.